# Фолинсби, Джон Фултон
Джон Фултон Фолинсби (англ. John Fulton Folinsbee, 14 марта 1892, Буффало, штат Нью-Йорк (штат), США — 10 мая 1972, Нью-Хоп, Пенсильвания) — американский художник-пейзажист.
Относился к школе американского импрессионизма, центр которого локализовался в Нью-Хопе. Особенно почитал и исследовал творчество Поля Сезанна. Позже постепенно эволюционировал в сторону реализма и модернизма. Известен своими пейзажами окрестностей Нью-Хопа, реки Делавэр, индустриальными пейзажами. Его работы выставлены в Смитсоновском музее американского искусства, в галерее Коркоран, Национальной академии дизайна и Пенсильванской академии изящных искусств.